# Гэмпшир
Гэ́мпшир, также Хэ́мпшир (англ. Hampshire) — графство на юге Англии. Входит в состав региона Юго-Восточная Англия. 
Столица — Уинчестер, крупнейший город — Саутгемптон; другие важные портовые города — Госпорт и Портсмут (не входит в административную зону графства). 
Население 1,253 млн человек (3-е место среди графств; данные 2004 года).
В Хэмпшире расположены два морских порта, одни из крупнейших в Англии. 
Хэмпшир — популярное место отдыха, в нём расположено множество приморских курортов, также туристов привлекают судоходные гавани в Портстмуте и музей двигателей в деревне Бьюли. В пределах графства находится национальный парк «Нью-форест» и значительная часть возвышенности Саут-Даунс, которая также станет национальным парком. 
Графство славится как место рождения Джейн Остин и Чарльза Диккенса.

## География
Общая площадь территории 3769 км² (9-е место); территория административной области — 3679 км² (8-е место).

## История
На меловых холмах Саут-Даунс и южной оконечности равнины Сейлсбери-плейн поселения появились ещё в неолите, живущие здесь люди построили городища вроде Винклебери и, вероятно, начали возделывать долины Хэмпшира. Будущее графство стало частью региона Гвент (Gwent) или И Вент (Y Went), как его называли кельтские племена, также включавшего в себя Сомерсет и Уилтшир. Во время римского завоевания Британии Хэмпшир почти сразу пал. После ухода римлян территорию заняли племена ютов (кентские племена), пока её не захватили англосаксы. Первое письменное упоминание о Хэмпшире приходится на 755 год — тогда его записали как «Хамтунскир» (Hamtunscir). Однако из-за сопротивления бриттов королевства Думнония (Дорсет, Сомерсет, Девон и Корнуолл) Хэмпшир два столетия был самым западным участком саксонских территорий. В VII—VIII веках Уэссекс все же поглотил территории полуострова и графство сместилось в центр королевства, став в некотором роде популярным среди саксонских правителей — многие из них погребены в хэмпширском городе Уинчестер. В Уинчестере также установлен памятник королю Альфреду Великому, стабилизировавшему юго-западный регион в IX веке.
После Нормандского завоевания Англии в 1066 году норманнские короли полюбили Хэмпшир, а особенно — здешнюю охоту: именно они дали лесу «Нью-форест» статус королевских охотничьих угодий.
За несколько веков вдоль побережья Solent был построен ряд замков и фортов, чтобы защитить гавани Саутгемптона и Портсмута. В их числе — норманнский замок Портчестер-Касл, выходящий на портсмутскую гавань, и ряд фортов, построенных Генрихом VIII, включая Херст-Касл, расположенный на песчаном перекате в устье Solent, Кэлшот-Касл, расположенный на другом перекате в бухте Саутгемптон-Уотер, и Нетли-Касл. Саутгемптон и Портсмут оставались важными гаваням даже когда соперничавшие с ними Пул и Бристоль пришли в упадок, так как только хэмптонширские порты располагали хорошо укрытыми от шторма глубокими водами. Многие знаменитые корабли — например, «Мейфлауэр» и «Титаник» — стояли в Саутгемптоне, а экипаж трагически затонувшего лайнера вообще по большей части состоял из хэмптонширцев.

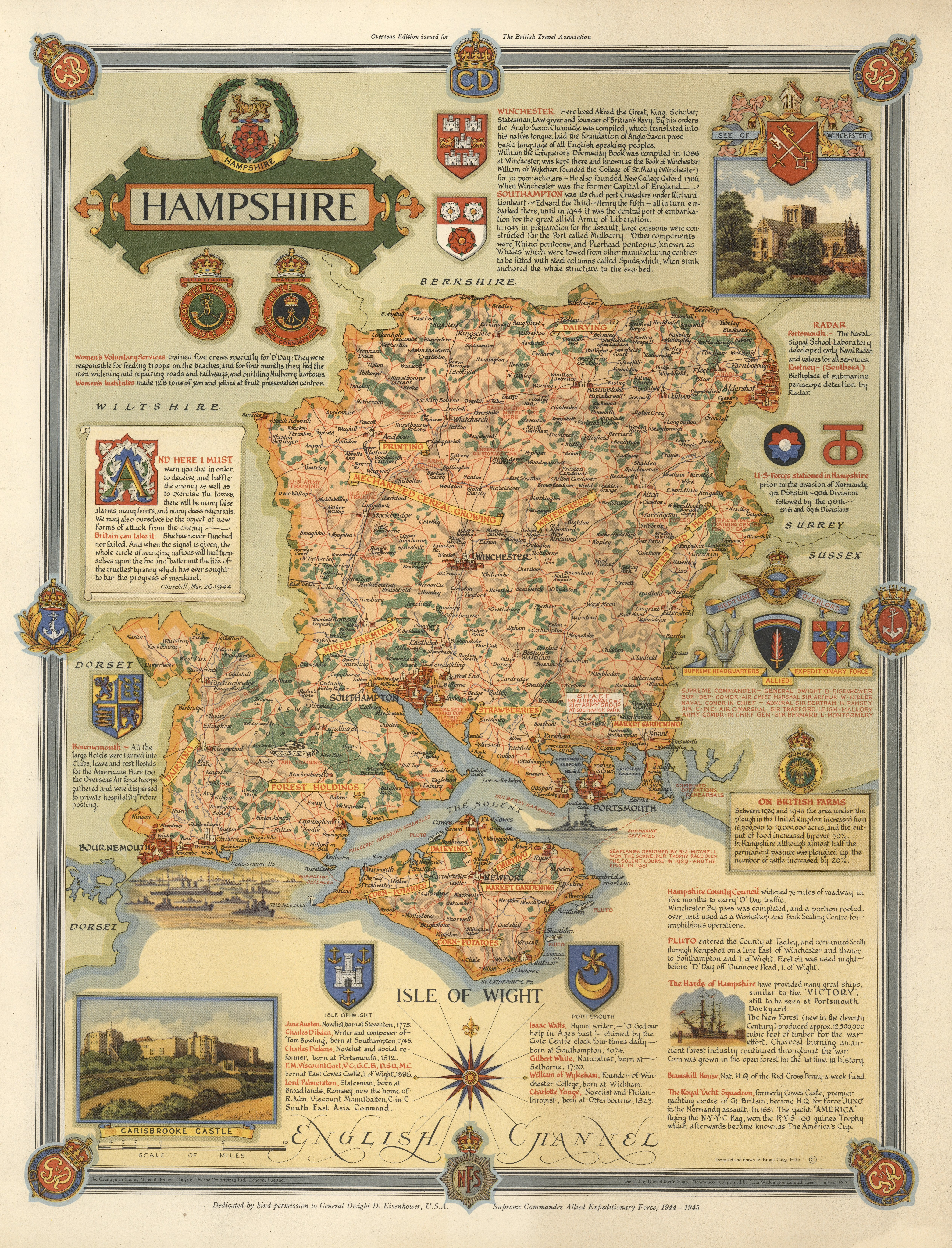
План Гэмпшира, 1947 г.

Хэмпшир сыграл важную роль во Второй мировой войне — в Портсмуте располагалась крупная гавань королевских ВМС, в Альдершоте был разбит военный лагерь, а у залива Саутгемптон-Уотер — военный госпиталь Нетли. В Саутгемптоне располагалась компания «Супермарин» (Supermarine), создавшая истребитель «Спитфайр» (Spitfire) и многие другие, что привело к сильной бомбардировке города немецкой авиацией. Альдершот остался одним из постоянных британских военных лагерей.
Долгое время остров Уайт был административной частью Хэмпшира, но в 1890-м он получил собственный совет, а в 1974 году — статус церемониального графства. В настоящее время с Хэмпширом его объединяет только общая полиция.
Города Борнмут и Крайстчерч также исторически входили в Хэмпшир, но с административной реформой 1974-го они отошли Дорсету.

## Административное деление
В состав графства входят 11 административных районов и 2 унитарные единицы:
|  | 1. Госпорт 2. Фэрем 3. Сити-оф-Уинчестер 4. Хавант 5. Ист-Гэмпшир 6. Харт 7. Рашмур 8. Бейзингсток-энд-Дин 9. Тест-Вэлли 10. Истли 11. Нью-Форест 12. Сити-оф-Саутгемптон (унитарная единица) 13. Сити-оф-Портсмут (унитарная единица) |

## Экономика
Во многих сельских областях Хэмпшира традиционно процветало (и было основой экономики) сельское хозяйство, но, в отличие от соседних графств, оно было менее агрокультурным и в основном концентрировалось на производстве молока. Значимость сельского хозяйства как работодателя и прибыльного бизнеса начала уменьшаться в первой половине XX столетия, сейчас в этой индустрии работает лишь 1,32 % населения.
Туризм в сегодняшнем Хэмпшире является очень крупным сектором экономики (крупнейший же — сфера услуг), только в 1992 году графство посетили 7,5 миллионов человек. Национальный парк «Нью Форест», Саут-Даунс, исторические районы Саутгемптона и Винчестера неизменно привлекают множество туристов, как и «Southampton Boat Show» — одно из крупнейших ежегодных мероприятий в графстве. В 2003 году графство с однодневными экскурсиями и поездками посетили свыше 30 миллионов человек.
Относительно безопасные воды Хэмпшира — одна из самых активных в плане судоходства зон страны, здесь существует множество яхт-клубов и несколько производителей судов. 
Саутгемптон и Портсмут являются крупными транспортными узлами, через порт первого проходит огромная часть национальных контейнерных грузов, а во втором находится крупная база королевских ВМС. Но из-за механизации порты и доки уже не являются самыми крупными работодателями.
В Хэмпшире расположен международный аэропорт Саутгемптон, а рядом с ним — железнодорожная станция, связывающая графство с юго-западным полуостровом и Лондоном. Также до столицы можно добраться по автомагистрали М3, а М27 связывает все крупные поселения на южном берегу. Другие важные дороги — А3, А31 и А36 — славятся своим интенсивным движением, так как большая часть (больше, чем в остальных регионах Англии и Уэльса) местных жителей владеет автомобилями, и вообще — общественному предпочитает личный транспорт — машины или велосипеды. 
Через Ла-Манш и Solent ходят паромы, соединяющие Хэмпшир с Европой и островом Уайт.

## Культура
Все школы Хэмпшира — общеобразовательные, в графстве наличествует 31 частная школа, однако не во всех есть возможность обучаться в шестом (подготовительном перед университетом) классе. 
ВУЗов в графстве четыре: 
университет Саутгемптона и 
Саутгемптонский университет Solent, 
Портсмутский университет, 
Университет Винчестера (ранее Колледж короля Альфреда).

## Достопримечательности

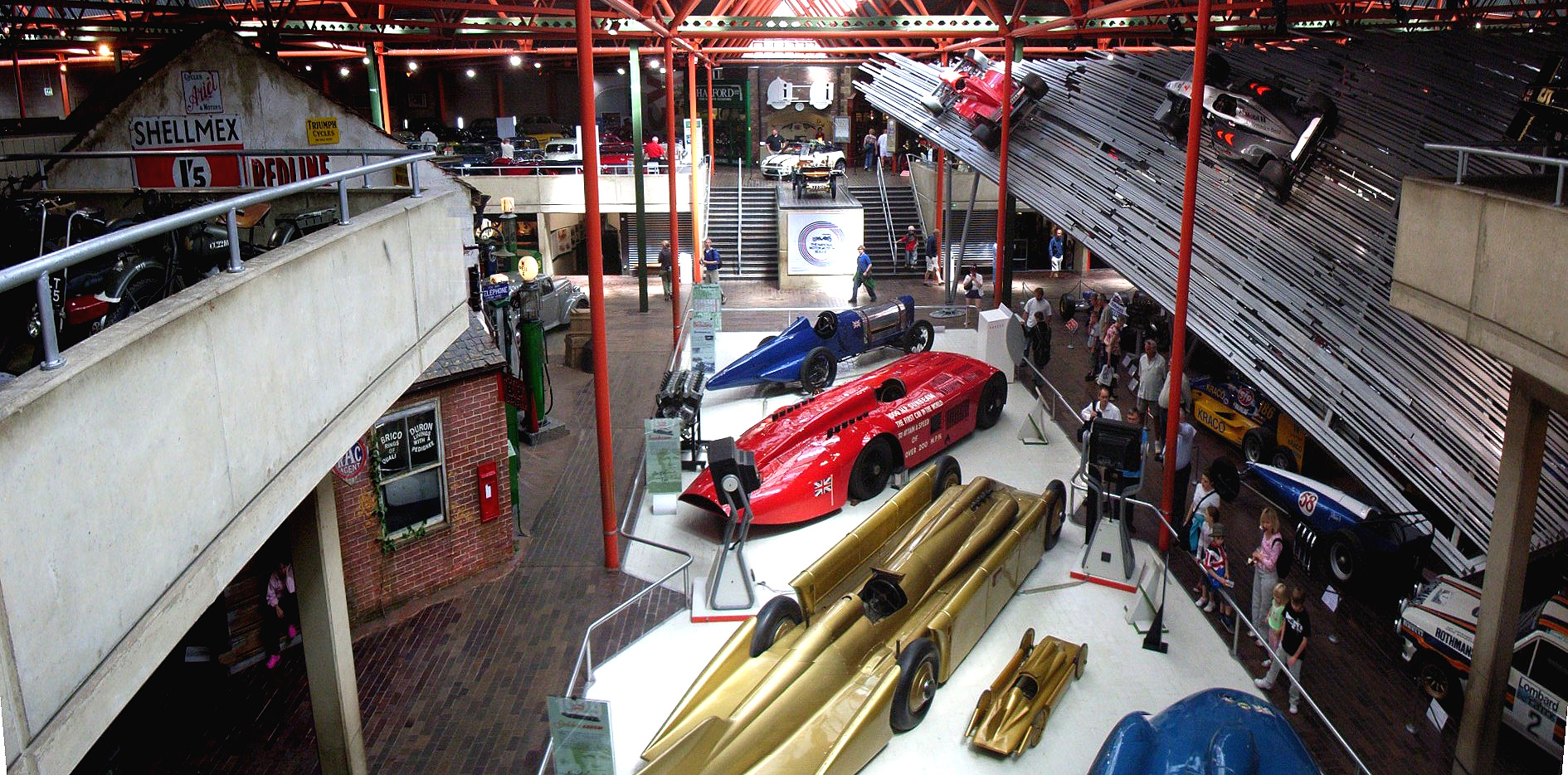
Музей автомобильных гонок в Бьюли

Хэмпшир — родина крикета: один из первых клубов этой игры сформировался в местном городе Хамблдон в 1750 году. Хэмпширский крикетный клуб — успешная первоклассная команда, возглавляемая Дмитрием Маскаренасом (Dimitri Mascarenhas).
В графстве также есть несколько футбольных команд, в премьер-лиге играли две — непримиримые соперники «Портсмут» (Portsmouth F.C.) и «Саутгемптон» (Southampton F.C.).
Трукстонская трасса (Thruxton Circuit) является главным местом проведения автомобильных гонок, обладающих собственным музеем — «National Motor Museum», он расположен в парке Нью-Форест, рядом с Бьюльским дворцовым особняком (Beaulieu Palace House). А в другом городе графства, Фарнборо, каждые два года проводится авиашоу..
Ещё одна достопримечательность — дом-музей Джейн Остин.

## Известные люди
- Джейн Остин — писательница и Кассандра Остин — её старшая сестра.
- Колин Фёрт — актёр.
- Крейг Дэвид — певец.
- Питер Селлерс — актёр.
- Элизабет Хёрли — актриса, продюсер, дизайнер одежды.
- Фрэнсис Фишер — актриса.
- Мартин Фримен — актёр.
- Габриэлла Уайлд  - актриса, модель.